# Sara Lombardo
Sara Lombardo () é uma matemática aplicada italiana, cujos tópicos de pesquisa incluem dinâmica não linear, vagalhões e sólitons, sistemas integráveis eálgebras de Lie automórficas. É professora de matemática na Universidade de Loughborough e decana associada com responsabilidades de ensino.

## Formação e carreira
Estudou física matemática na Universidade de Roma "La Sapienza", obtendo uma láurea em física em 2000. Completou seu doutorado na Universidade de Leeds em 2004, com a tese Reductions of integrable equations and automorphic Lie algebras, orientada por Alexander Vasilievich Mikhailov.
Após posições de pesquisa de pós-doutorado na Universidade de Leeds, Universidade de Kent, Universidade de Manchester e Universidade Livre de Amsterdã, foi membro do corpo docente da Universidade de Northumbria em 2011, onde foi chefe de matemática. Foi para a Universidade de Loughborough em 2017.

## Reconhecimento
É membro da Advance HE e do Institute of Mathematics and its Applications. Foi uma das vencedoras de 2020 do Suffrage Science award em matemática e computação.